# La alegría de la vida (novela)
La alegría de la vida (en francés, Le dimanche de la vie) es una novela del escritor francés Raymond Queneau, publicada originalmente en 1952 por Éditions Gallimard. Fue traducida al castellano por Carlos Manzano y publicada en 1984 por Alfaguara.
La novela está protagonizada por el joven y aparentemente ingenuo e inocente Valentin Brû, un exsoldado sin mayores aspiraciones en la vida. Contextualizada en Francia y alrededores durante el período de entreguerras y la Segunda Guerra Mundial, es al mismo tiempo una obra humorística y una ácida crítica al período de la Francia de entreguerras.

## Estructura
El libro está dividido en veintiún secciones numeradas. Narrada principalmente en tiempo pasado, también abunda en diálogos escritos en tiempo presente.

## Argumento
| «...es la alegría de la vida, que todo nivela y ahuyenta todo lo malo; hombres dotados de tan buen humor no pueden ser, en el fondo, malos ni viles» —Hegel. Epígrafe del libro. |

La historia se sitúa inicialmente en Burdeos. Chantal se mudará a París debido a un ascenso de su esposo en el servicio público. Su hermana Julia, una mercera pícara y grosera, planea enamorar al joven soldado Valentin Brû, unos veinte años menor que ella. Pese a los reproches iniciales de Chantal y su marido Paul, ambos acaban casándose.
Para no descuidar el negocio de Julia, el inocente Brû se va solo de luna de miel a París. Luego, en Brujas, se encuentra de casualidad con su Julia, en el funeral del último novio de su madre. Entonces regresan todos juntos a Bruselas, pero su suegra, Nanette, fallece seis meses después, quedándose los Brû con toda su herencia, para celos de Paul y Chantal. Los Brû se trasladan también a París, y Valentin se instala allí con un negocio de venta de marcos fotográficos, donde se convierte rápidamente en el confidente de sus vecinos, para beneficio de Julia, siempre ávida de los chismes del vecindario.
Paul deja su trabajo de funcionario y entra en el millonario negocio de la fábrica de armas, vislumbrándose una nueva militancia derechista de Paul, Chantal y la celosa Julia, que contrasta con la espontaneidad de Valentin, quien pese a su inocencia, durante la Exposición de París tiene un amorío con su cuñada.
Julia se vuelve cada vez más antisocial y chismosa, a costa de un cada vez más ocioso Valentin, quien le cuenta todos los chismes del barrio. El negocio de los marcos decae, lo llaman nuevamente para alistarse al servicio militar, y comienza a reflexionar y prever una segunda guerra. Con la guerra ya inminente, Julia enferma y Valentin se entera de dos cosas acerca de su esposa: que sabía acerca de su amorío con Chantal, y que desde hace tiempo había estado trabajando como vidente del barrio, aprovechando todos los chismes que este le contaba. De mutuo acuerdo y mientras Julia mejora en la lujosa casa de Chantal, Valentin la reemplaza asumiendo exitosamente el papel de «Madame Saphir», lo que le da la oportunidad para salir más de casa y conocer como nunca la ciudad.
Sin embargo, su nuevo trabajo se ve interrumpido pues debe partir al ejército, donde es alistado en una unidad ociosa alejada de la guerra. Allí pasan los años, y solo regresa a París con la guerra ya pronto a terminar. Entonces Julia, Chantal y Paul, ascendido a capitán de brigada sin haber ido jamás a la guerra, van a reencontrarse con él, cada uno con una impresión distinta: para Chantal, Valentin es un estrafalario; para Paul, un profeta de la guerra; para un cura que se hizo amigo de Valentin en la guerra, un abnegado ateo asceta; para Julia, finalmente, Valentin no es más que su querido charlatán.

## Adaptación al cine
En 1967, esta novela fue adaptada al cine por el director francés Jean Herman, más conocido como Jean Vautrin. El papel de Julia Ségovie, esposa de Valentin Brû, fue interpretado por la actriz Danielle Darrieux.